# Junioren-Badmintonsüdamerikameisterschaft 2023
Die Junioren-Badmintonsüdamerikameisterschaft 2023 fand vom 5. bis zum 12. Dezember 2023 in Maracay in Venezuela statt.

## Sieger und Platzierte U11
| Disziplin    | Gold                                    | Silber                                   | Bronze                                       |
| ------------ | --------------------------------------- | ---------------------------------------- | -------------------------------------------- |
| Herreneinzel | Jan Sebastian Villabona                 | Mateo Villa Rengifo                      | Jenser Pereira                               |
| Herreneinzel | Jan Sebastian Villabona                 | Mateo Villa Rengifo                      | Jorge Villafuerte                            |
| Dameneinzel  | Antonia Bragagnini                      | Aliah Ugaz                               | Arelis Franco                                |
| Dameneinzel  | Antonia Bragagnini                      | Aliah Ugaz                               | Elizabeth Hernandez                          |
| Herrendoppel | Jeronimo Garcia Jan Sebastian Villabona | Luca Tabini Carranza Mateo Villa Rengifo | Juan Cuevas Jenser Pereira                   |
| Herrendoppel | Jeronimo Garcia Jan Sebastian Villabona | Luca Tabini Carranza Mateo Villa Rengifo | Tomas Ynojosa Hugo Ocanto                    |
| Damendoppel  | Antonia Bragagnini Arelis Franco        | Antonella Ponce De La Piedra Aliah Ugaz  | Romelia Brisuela Sarai Garcia                |
| Damendoppel  | Antonia Bragagnini Arelis Franco        | Antonella Ponce De La Piedra Aliah Ugaz  | Elizabeth Hernandez Nicolee Ylarraza         |
| Mixed        | Mateo Villa Rengifo Antonia Bragagnini  | Jorge Villafuerte Arelis Franco          | Jeronimo Garcia Antonella Ponce De La Piedra |
| Mixed        | Mateo Villa Rengifo Antonia Bragagnini  | Jorge Villafuerte Arelis Franco          | Jan Sebastian Villabona Elizabeth Hernandez  |

## Sieger und Platzierte U13
| Disziplin    | Gold                                        | Silber                                  | Bronze                                       |
| ------------ | ------------------------------------------- | --------------------------------------- | -------------------------------------------- |
| Herreneinzel | Luis Martinez                               | Alejandro Sanchez-Salazar               | Luis Miguel Silva                            |
| Herreneinzel | Luis Martinez                               | Alejandro Sanchez-Salazar               | Sebastian Huebla Leon                        |
| Dameneinzel  | Priya Lescano                               | Belen Simon Tejada                      | Vicluismar Escolche                          |
| Dameneinzel  | Priya Lescano                               | Belen Simon Tejada                      | Isabella Silva                               |
| Herrendoppel | Alejandro Sanchez-Salazar Luis Miguel Silva | Simon Alvarez Alvarez Fabian Diaz Gomez | Sebastian Huebla Leon Jorge Villafuerte      |
| Herrendoppel | Alejandro Sanchez-Salazar Luis Miguel Silva | Simon Alvarez Alvarez Fabian Diaz Gomez | Sebastian Valera Juan Weffer                 |
| Damendoppel  | Priya Lescano Belen Simon Tejada            | Vicluismar Escolche Isabella Silva      | Yosimar Fuentes Omarli Lucena                |
| Damendoppel  | Priya Lescano Belen Simon Tejada            | Vicluismar Escolche Isabella Silva      | Sofia Fiscarralde Natalia Hernandez          |
| Mixed        | Luis Martinez Isabella Silva                | Luis Miguel Silva Priya Lescano         | Alejandro Sanchez-Salazar Belen Simon Tejada |
| Mixed        | Luis Martinez Isabella Silva                | Luis Miguel Silva Priya Lescano         | Fabian Diaz Gomez Sofia Fiscarralde          |

## Sieger und Platzierte U15
| Disziplin    | Gold                                 | Silber                              | Bronze                                       |
| ------------ | ------------------------------------ | ----------------------------------- | -------------------------------------------- |
| Herreneinzel | Umesh Lescano                        | Gonzalo D’Auriol                    | Rolando Medina                               |
| Herreneinzel | Umesh Lescano                        | Gonzalo D’Auriol                    | Andres Lucena                                |
| Dameneinzel  | Francesca Carozzi                    | Valentina Carrillo                  | Denisse Arvelaez                             |
| Dameneinzel  | Francesca Carozzi                    | Valentina Carrillo                  | Barbara Saez                                 |
| Herrendoppel | Gonzalo D’Auriol Umesh Lescano       | Luis Martinez Fabricio Rodriguez    | Andres Lucena Rolando Medina                 |
| Herrendoppel | Gonzalo D’Auriol Umesh Lescano       | Luis Martinez Fabricio Rodriguez    | Nicolas Rojas Moreno Vicente Torres Huidobro |
| Damendoppel  | Francesca Carozzi Valentina Carrillo | Christel Franco Manuela Guzman      | Nicole Pantoja Josefina Reyes                |
| Damendoppel  | Francesca Carozzi Valentina Carrillo | Christel Franco Manuela Guzman      | Javiera Carcamo Francisca Riquelme           |
| Mixed        | Umesh Lescano Francesca Carozzi      | Gonzalo D’Auriol Valentina Carrillo | Fabricio Rodriguez Denisse Arvelaez          |
| Mixed        | Umesh Lescano Francesca Carozzi      | Gonzalo D’Auriol Valentina Carrillo | Andres Lucena Paola Castillo                 |

## Sieger und Platzierte U17
| Disziplin    | Gold                                                    | Silber                         | Bronze                                           |
| ------------ | ------------------------------------------------------- | ------------------------------ | ------------------------------------------------ |
| Herreneinzel | Guillermo Buendia Maldonado                             | Jose Pereira                   | Felipe Canario                                   |
| Herreneinzel | Guillermo Buendia Maldonado                             | Jose Pereira                   | Judson Chilan Otero                              |
| Dameneinzel  | Naomi Junco                                             | Taisia Kasianov Kasianova      | Analia Yi Ordoñez                                |
| Dameneinzel  | Naomi Junco                                             | Taisia Kasianov Kasianova      | Rafaela Castañeda Quintanilla                    |
| Herrendoppel | Judson Chilan Otero Freddy Gurumendi Llanos             | Jhoalbert Laverde Miguel Perez | Jose Pereira Ricardo Torres                      |
| Herrendoppel | Judson Chilan Otero Freddy Gurumendi Llanos             | Jhoalbert Laverde Miguel Perez | Carlos Abreu Jhon Carmona                        |
| Damendoppel  | Rafaela Castañeda Quintanilla Taisia Kasianov Kasianova | Naomi Junco Analia Yi Ordoñez  | Karen Campos Barbara Lamas                       |
| Damendoppel  | Rafaela Castañeda Quintanilla Taisia Kasianov Kasianova | Naomi Junco Analia Yi Ordoñez  | Lucia Ponce De La Piedra Rafaela Silva La Rosa   |
| Mixed        | Guillermo Buendia Maldonado Naomi Junco                 | Ricardo Torres Barbara Lamas   | Jose Pereira Karen Campos                        |
| Mixed        | Guillermo Buendia Maldonado Naomi Junco                 | Ricardo Torres Barbara Lamas   | Judson Chilan Otero Brittany Navarrete Maldonado |

## Sieger und Platzierte U19
| Disziplin    | Gold                                      | Silber                                              | Bronze                                               |
| ------------ | ----------------------------------------- | --------------------------------------------------- | ---------------------------------------------------- |
| Herreneinzel | Sharum Durand                             | Fabrizio Valdivieso Negri                           | Kalei Kuan-Veng Kuong                                |
| Herreneinzel | Sharum Durand                             | Fabrizio Valdivieso Negri                           | Jose Maria Rendon Chirinos                           |
| Dameneinzel  | Namie Miyahira                            | Estefania Canchanya Caycho                          | Yonarli Carrera                                      |
| Dameneinzel  | Namie Miyahira                            | Estefania Canchanya Caycho                          | Nazareth Sanchez                                     |
| Herrendoppel | Sharum Durand Kalei Kuan-Veng Kuong       | Gonzalo Castillo Salazar Jose Maria Rendon Chirinos | Gustavo Albornoz Richard Avila                       |
| Herrendoppel | Sharum Durand Kalei Kuan-Veng Kuong       | Gonzalo Castillo Salazar Jose Maria Rendon Chirinos | Bengy Laime Neyra Fabrizio Valdivieso Negri          |
| Damendoppel  | Estefania Canchanya Caycho Namie Miyahira | Mariangel Garcia Nazareth Sanchez                   | Gilari Aguilar Yonarli Carrera                       |
| Damendoppel  | Estefania Canchanya Caycho Namie Miyahira | Mariangel Garcia Nazareth Sanchez                   | Melanie Mandich Tumbaco Brittany Navarrete Maldonado |
| Mixed        | Sharum Durand Namie Miyahira              | Gonzalo Castillo Salazar Estefania Canchanya Caycho | Jose Maria Rendon Chirinos Analia Yi Ordoñez         |
| Mixed        | Sharum Durand Namie Miyahira              | Gonzalo Castillo Salazar Estefania Canchanya Caycho | Kalei Kuan-Veng Kuong Taisia Kasianov Kasianova      |